# Кариновка
Кари́новка (рос. Кариновка) — село у складі Переволоцького району Оренбурзької області, Росія.

## Населення
Населення — 641 особа (2010; 566 у 2002).
Національний склад (станом на 2002 рік):
- росіяни — 67 %